# Megachile rufisetosa
Megachile rufisetosa is een vliesvleugelig insect uit de familie Megachilidae. De wetenschappelijke naam van de soort is voor het eerst geldig gepubliceerd in 1976 door Pasteels.